# ミッチーナー
ミッチーナー（ビルマ語: မြစ်ကြီးနားမြို့、Myitkyina）は、ミャンマー北部のカチン州の州都である。エーヤワディー川の河畔にある。人口約14万人。市名はビルマ語で「大河の辺り」という意味である。

## 表記
カタカナ転写での表記ゆれにより、ミトキーナ、ミトーキナ、ミトキナー、ミットキーナ、ミチナ、ミッチナ、ミチーナ、ミチナー、ミチーナー、ミーチーナ、ミッチーナ、ミッチナー、およびミットチナがあるほか、漢字では、蜜支那、密支那、および密堵の表記がある。

## 地理

### 気候
山岳地帯に位置するため､雨季は降水量が多い｡乾季の終わりは気温が高くなるが､12月や1月などは冷涼で､最低気温も10℃前後まで下がることが多くなる｡
| ミッチーナーの気候         | ミッチーナーの気候 | ミッチーナーの気候 | ミッチーナーの気候 | ミッチーナーの気候 | ミッチーナーの気候 | ミッチーナーの気候 | ミッチーナーの気候 | ミッチーナーの気候 | ミッチーナーの気候 | ミッチーナーの気候 | ミッチーナーの気候 | ミッチーナーの気候 | ミッチーナーの気候 |
| 月                         | 1月                | 2月                | 3月                | 4月                | 5月                | 6月                | 7月                | 8月                | 9月                | 10月               | 11月               | 12月               | 年                 |
| -------------------------- | ------------------ | ------------------ | ------------------ | ------------------ | ------------------ | ------------------ | ------------------ | ------------------ | ------------------ | ------------------ | ------------------ | ------------------ | ------------------ |
| 平均最高気温 °C （°F）     | 24.2 (75.6)        | 26.7 (80.1)        | 30.0 (86)          | 33.3 (91.9)        | 32.7 (90.9)        | 30.6 (87.1)        | 30.0 (86)          | 30.6 (87.1)        | 31.2 (88.2)        | 30.3 (86.5)        | 27.4 (81.3)        | 24.6 (76.3)        | 29.3 (84.75)       |
| 平均最低気温 °C （°F）     | 10.3 (50.5)        | 12.7 (54.9)        | 16.4 (61.5)        | 19.5 (67.1)        | 22.3 (72.1)        | 24.1 (75.4)        | 24.2 (75.6)        | 24.3 (75.7)        | 23.4 (74.1)        | 21.2 (70.2)        | 16.0 (60.8)        | 11.6 (52.9)        | 18.83 (65.9)       |
| 雨量 mm （inch）           | 8 (0.31)           | 18 (0.71)          | 26 (1.02)          | 46 (1.81)          | 159 (6.26)         | 535 (21.06)        | 513 (20.2)         | 411 (16.18)        | 285 (11.22)        | 158 (6.22)         | 28 (1.1)           | 9 (0.35)           | 2,196 (86.44)      |
| 平均月間日照時間           | 248                | 224                | 248                | 210                | 186                | 120                | 124                | 155                | 150                | 186                | 210                | 248                | 2,309              |
| 出典1：Climate Charts      |                    |                    |                    |                    |                    |                    |                    |                    |                    |                    |                    |                    |                    |
| 出典2：World Climate Guide |                    |                    |                    |                    |                    |                    |                    |                    |                    |                    |                    |                    |                    |

## 交通
鉄道
- ミッチーナー駅

空港
- ミッチーナー空港（ビルマ語版、英語版）

## 日本との関わり
ビルマの戦いの戦場（ミイトキーナの戦い）となったことで知られ、第二次世界大戦中、日本ではミイトキーナと呼ばれていた。2001年には当時陸軍歩兵第114連隊(第18師団分遣)に所属していた坂口睦により、この地に散った上官水上源蔵ら戦友と巻き添えになったビルマ人らを供養するための涅槃像と仏塔が建立され、涅槃像の近くに坂口の銅像や戦死者の遺影も設置されている。この他にも市内には元日本兵らが建てた慰霊塔などが複数存在する。